# Projekt Lebendige Luppe
Mit dem Auftakt des Projekts Lebendige Luppe fiel im Juni 2012 der Startschuss für das Vorhaben der Revitalisierung der Elster-Luppe-Aue von Leipzig bis Schkeuditz. In der Auenlandschaft von Leipzig und Schkeuditz sollen ehemalige Wasserläufe der Luppe revitalisiert und zu zwei Fließgewässern verbunden werden.
Die Umsetzung der Gewässerläufe übernehmen federführend die Städte Leipzig (Dezernat Umwelt, Klima, Ordnung und Sport im Amt für Stadtgrün und Gewässer) und Schkeuditz sowie der NABU Sachsen. Weitere Projektbausteine sind die Öffentlichkeits- und Umweltbildungsarbeit, die vom NABU Sachsen bestritten wird, sowie die natur- und sozialwissenschaftliche Begleitforschung durch das Helmholtz-Zentrum für Umweltforschung – UFZ sowie durch die Universität Leipzig mit der Arbeitsgruppe  "Spezielle Botanik und Funktionelle Biodiversität" am Institut für Biologie und dem Institut für Soziologie. Seit 2018 erarbeitet das Amt für Stadtgrün und Gewässer (ASG) der Stadt Leipzig im Rahmen des Projekts Lebendige Luppe an einem Planungsansatz, der die Randbedingungen im Kontext der Auenentwicklung bewertet und die unterschiedlichen Aspekte integriert. Dieses integrierte Konzept für die Leipziger Nordwestaue wird bis Ende 2022 gemeinsam mit der Stadt Schkeuditz und unter Einbeziehung von regionalen Akteuren erarbeitet. Zusätzlich wurde per Stadtratsbeschluss im Mai 2020 der Oberbürgermeister damit beauftragt, ein gesamträumliches, integriertes Auenentwicklungskonzept zu erarbeiten.

## Maßnahmen
Die Stadt Leipzig und der NABU Sachsen planen – in auf mehrere Abschnitte aufgeteilten Baumaßnahmen – die Wiederherstellung ehemaliger Wasserläufe in der Elster-Luppe-Aue.
Der NABU Sachsen erarbeitet die Vorplanung der Aufwertungsmaßnahmen am Burgauenbach und an den Waldspitzlachen. Die Stadt Leipzig greift diese auf und integriert sie in die Fortplanung bis zur Genehmigungsplanung der Bauabschnitte 1–3, in der Burgaue und am Pfingstanger. Weiterhin werden durch die Stadt Leipzig im Projekt Lebendige Luppe die Objekt- und Fachplanungen für den Bauabschnitt 4 – im Gebiet Zschampert und Wildbettluppe – erarbeitet bzw. beauftragt sowie die Baumaßnahmen in diesem Bauabschnitt in Zusammenarbeit mit der Stadt Schkeuditz umgesetzt.
Ziele der geplanten Baumaßnahmen sind die Entwicklung eines durchgängigen Fließgewässers „Lebendige Luppe“, die Erhöhung der Überflutungsdynamik in der Aue und die Erhöhung der Biodiversität in Stillgewässern. Dabei gilt es, die komplexen Rahmenbedingungen im urbanen Raum zu berücksichtigen (z. B. Brücken und Durchlassbauwerke, Siedlungsentwässerung, Deponien und Altlasten, Land- und Forstwirtschaft).
Die Baumaßnahmen im Rahmen des Projekts Lebendige Luppe sollen die Bedingungen für auentypische Prozesse verbessern. Diese auentypischen Prozesse sind Wasserdargebot – die Versorgung des Auenmosaiks aus Gewässern, Wald und Wiese mit Wasser; Dynamik – wechselnde Wasserstände des Oberflächen- und Grundwassers, Änderung der Gewässerläufe längs und quer, Sedimentumlagerungen sowie aktive und passive Verbreitung von Organismen und damit einhergehend die Vernetzung –  der oben genannten Bestandteile des Auenmosaiks und das Schaffen von Wanderkorridoren für Organismen.
Nördlich der Neuen Luppe wurde bereits 2015/16 die Bewässerung der Papitzer Lehmlachen – ein bedeutender Amphibienlebensraum in der Leipziger und Schkeuditzer Auenlandschaft – erneuert. Aufbauend auf dem Lachenkonzept der Stadt Leipzig sollen zudem einzelne Lachen im Projektgebiet aufgewertet werden.
Die Idee des Projekts basiert zum einen auf Vorarbeiten aus dem  Grünen Ring Leipzig, der die Revitalisierung der ehemaligen Wasserläufe südlich der Neuen Luppe als Schlüsselprojekt für seine Arbeit definiert und erste Planungsphasen in den letzten Jahren bereits finanziert hat (Machbarkeitsstudie von 2006 und 2009). Zum anderen setzt sich im Projektgebiet nördlich der Neuen Luppe der NABU-Landesverband Sachsen e. V. mit seinem Regionalverband seit Jahren mit Pflege- und Erhaltungsmaßnahmen an den Papitzer Lachen, einem wertvollen Amphibienhabitat nahe der Stadt Schkeuditz, ein.

## Geschichte
Eingriffe wie Flussregulierungsmaßnahmen, umfangreiche Eindeichungen und die Trockenlegung von Acker- und Wiesenflächen haben gravierende Veränderungen in der Auenlandschaft von Leipzig und Schkeuditz hervorgerufen. Folgenreich ist vor allem die Anlage des Flusses Neue Luppe in den 1930er-Jahren: Ehemalige Flussläufe wurden durchschnitten und können dem Auwald das lebenswichtige Wasser nicht mehr zuführen. Durch die nachhaltige Entwässerung leidet die ehemals wasserreiche Auenlandschaft unter einem massiven Grundwasserentzug und trocknet aus – eine Bedrohung für den Artenreichtum des Auwalds.
Im Mai 2018 wurde das Vorhaben als offizielles Projekt der UN-Dekade Biologische Vielfalt ausgezeichnet.

## Förderung und Finanzierung
Die Förderung im Rahmen des Bundesprogramms Biologische Vielfalt, das durch das Bundesamt für Naturschutz (BfN) mit Mitteln des Bundesministeriums für Umwelt, Naturschutz, Bau und Reaktorsicherheit (BMUB) realisiert wird, sowie Fördergelder der Sächsischen Landesstiftung Natur und Umwelt (LaNU) ebnen den Weg für die Entwicklung und Erhaltung der hiesigen Flussauenlandschaft: Ziel ist es, dem Wassermangel im Auwald entgegenzuwirken und der Aue neue und wichtige Lebensadern zu schenken. Das ist eine Basis für zukünftige Projekte und Maßnahmen, die zusätzlich die Beförderung einer auentypischen Dynamik verfolgen.

## Veröffentlichungen
- Leipziger Auenheft: wertvolle Vielfalt erleben und erhalten, Handreichung zur Umweltbildung für Pädagoginnen und Pädagogen (2014)
- Leipziger und Schkeuditzer Gewässer: 24 Fließgewässer im Portrait (2015)
- Der Wert unseres Auwalds: Die Leipziger und Schkeuditzer Auenlandschaft (2016)
- Fische der Auenlandschaften von Leipzig und Schkeuditz (2019)